# Cryptocarya cinnamomifolia
Cryptocarya cinnamomifolia är en lagerväxtart som beskrevs av George Bentham. Cryptocarya cinnamomifolia ingår i släktet Cryptocarya och familjen lagerväxter. Inga underarter finns listade i Catalogue of Life.